# Розкритість тріщин

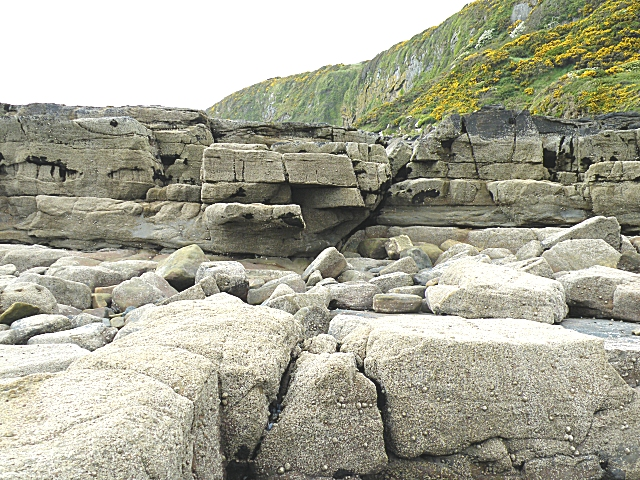

Розкритість тріщин - найкоротша відстань між стінками тріщини. 
Тріщини розкритістю менше 3 см – це тріщини кліважу. 
Тріщини з розкриттям менше 100 мкм – мікротріщини.

## Інтернет-ресурси
- Проникність тріщинуватих порід [Архівовано 3 січня 2017 у Wayback Machine.]
- Большая Энциклопедия Нефти и Газа. [Архівовано 3 січня 2017 у Wayback Machine.]